# Carlo Emilio Gadda
Carlo Emilio Gadda (Milano, 14 novembre 1893 – Roma, 21 maggio 1973) è stato uno scrittore e poeta italiano.
Ingegnere di professione, svolse la sua attività scrivendo al tempo stesso per la rivista Solaria. Dalla nativa Milano si trasferì a Roma dove collaborò a lungo con la Rai in programmi culturali.
Gadda ha segnato la narrativa del Novecento attraverso un impasto personalissimo di linguaggi diversi (dialetti, termini gergali e tecnici, neologismi) e un incessante stravolgimento delle strutture tradizionali del romanzo. È stato uno degli scrittori più originali di tutti i tempi anche per la satira della realtà contemporanea e per l'umorismo con cui stempera la pietà e la derisione per l'uomo moderno.
Nella sua opera più celebre Quer pasticciaccio brutto de via Merulana, utilizzando il genere giallo, in una fusione straordinaria di italiano, molisano e romanesco, descrive un ambiente affollato e concentrato di avvenimenti, cose, suoni, odori, un garbuglio che riflette la situazione oscura e feroce degli anni del fascismo in cui è ambientata.

## Biografia

### I primi anni e gli studi
Primogenito dei tre figli delle seconde nozze di Francesco Ippolito Gadda (1838-1909), rimasto vedovo quasi trent'anni prima e risposatosi nel 1893 con l'ungherese Adele Lehr (1861-1936), Carlo Emilio Gadda nacque a Milano il 14 novembre 1893. Il padre, industriale tessile, e la madre, insegnante di lettere e poi direttrice in alcune scuole lombarde, assicurarono alla famiglia notevoli agi, non immuni da alcuni vezzi esteriori della borghesia lombarda, come l'oneroso acquisto di una villa a Longone, in Brianza, contro la quale si indirizzarono subito l'odio e il sarcasmo di Gadda, che in essa vide l'origine di tutte le disgrazie familiari.
Infatti le spese sostenute in questa circostanza, nonché alcuni azzardati investimenti paterni nell'allevamento dei bachi da seta, uniti alla concorrenza dell'industria tessile giapponese e, da ultimo, alla morte stessa del padre, che avvenne nel 1909, segnarono il passaggio, traumatico per il giovane, a una difficile condizione economica, a cui solo il lavoro e i sacrifici materni riuscirono a far fronte. Ciononostante manterrà nei confronti della madre un affetto ambivalente, caratterizzato da affetto ma anche ostilità.
Conseguita la maturità al Liceo classico "Giuseppe Parini" (1912), contro la propria volontà e in obbedienza alle aspirazioni materne Gadda si iscrisse, come il fratello Enrico, al corso di laurea in Ingegneria elettrotecnica presso il Regio Istituto Tecnico Superiore di Milano (il futuro Politecnico): la rinuncia alle proprie inclinazioni letterarie fu la nota costante e dolente del ritratto che il Gadda maturo diede di sé.

### Volontario nella prima guerra mondiale
Da convinto interventista qual era, nel maggio 1915 scese in piazza inneggiando all'entrata dell'Italia nel conflitto contro l'Austria-Ungheria nella prima guerra mondiale. Partì volontario arruolandosi nel Regio esercito, dove fu inquadrato come sottotenente della seconda sezione dell’89º reparto mitragliatrici del 5º reggimento alpini, venendo dislocato nelle zone arretrate del fronte sull'Adamello e sulle alture vicentine. Dopo la disfatta di Caporetto, l'ufficiale Gadda venne fatto prigioniero ai piedi del monte Krasji, nei pressi di Ternova d'Isonzo, nell'ottobre 1917; deportato a Celle, presso Hannover (Germania), nella baracca 15c (soprannominata la "baracca dei poeti") strinse amicizia con Bonaventura Tecchi, Camillo Corsanego e Ugo Betti. L'esperienza vissuta con questi intellettuali viene raccontata nel capitolo "Compagni di prigionia", de Il castello di Udine.
Tra il 24 agosto 1915 e il 31 dicembre 1919 Gadda tenne un minuzioso diario, in parte (quella del 1917) andato perduto. Col titolo Giornale di guerra e di prigionia, fu parzialmente pubblicato solamente nel 1955 e, con alcune aggiunte, nel 1965. Solo dopo la sua morte sarà pubblicata anche la parte relativa a Caporetto e alla prigionia, fino al ritrovamento di altri sei taccuini inediti, comprati a un'asta di Finarte dalla Biblioteca Nazionale Centrale di Roma nel 2019, restaurati e finalmente pubblicati nella nuova edizione critica del 2023 (Adelphi). È una denuncia forte e amara dell'incompetenza con cui era stata condotta la guerra e del degrado fisico e morale della vita dei prigionieri di guerra. L'opera gaddiana riporta in differenti occasioni alcuni dei temi che diventeranno il fondamento delle maggiori: il disordine oggettivo del reale, l'affetto dell'autore nei confronti del fratello, l'orrore della guerra, il disprezzo delle gerarchie.
Il rientro in Italia, a Milano, alla fine del gennaio 1919, è funestato dalla notizia della morte in un incidente di guerra, il 23 aprile 1918, dell'amato fratello Enrico, aviatore, "la parte migliore e più cara di me stesso", come annota nel Giornale.

### Ingegnere e collaboratore aSolaria
Tornato a Milano, il 14 luglio 1920 conseguì la laurea in Ingegneria elettrotecnica, discutendo la tesi Turbine ad azione Pelton con due introduttori. Come ingegnere lavorò in Sardegna, in Lombardia, in Belgio e in Argentina, presso la Compañía General de Fósforos, fondata dagli industriali italiani Dellachà e Lavaggi. Nel 1921 si iscrisse al Partito Nazionale Fascista. Fu docente di matematica e fisica al Liceo Parini di Milano, nel quale aveva studiato, fra il 1924 e il 1925.
Nel 1924 decise di iscriversi al corso di laurea in filosofia e di dedicarsi alla passione a lungo rimandata: la letteratura e le arti umanistiche. Superò tutti gli esami previsti dall'ordinamento didattico e concordò la tesi col professor Piero Martinetti. La dissertazione di laurea riguardava i Nouveaux Essais sur l'entendement humain di Leibniz, ma per oscuri motivi Gadda non terminò mai la sua stesura e rinunciò così a laurearsi in filosofia. Nel 1926 iniziò la sua collaborazione alla rivista fiorentina Solaria, esordendo nel 1927 sulle pagine di critica con il saggio dal titolo Apologia manzoniana.

### I primi scritti
Negli anni venti iniziò a scrivere ampi abbozzi di romanzi e trattati, come Racconto italiano di ignoto del Novecento, nel 1924-25, contenente molte informazioni sulle caratteristiche che deve avere il romanzo moderno in rapporto alla tradizione (specie quella manzoniana). Nel 1928-29 abbozzò un trattato filosofico, la Meditazione milanese (di cui stese una prima versione e iniziò, senza concluderla, una seconda versione), che trattava di una gnoseologia e nel quale si manifestava il suo interesse per Leibniz, ma anche per Kant e per Spinoza. Nello stesso anno si dedicò al romanzo La meccanica, che tuttavia, rimasto incompiuto, vedrà la luce solamente nel 1970.
Nel 1931 iniziò la sua collaborazione al quotidiano milanese L'Ambrosiano e pubblicò presso le Edizioni di Solaria una raccolta di racconti e prose varie, intitolata La Madonna dei filosofi. Con Il castello di Udine, sua seconda raccolta di racconti, che verrà pubblicata tre anni dopo, lo scrittore otterrà il premio Bagutta.
Nel 1936 morì la madre, con la quale Gadda intratteneva un rapporto conflittuale. Fu anche per la morte di Adele Lehr e in relazione alla scelta di vendere la casa paterna in Brianza, in cui la madre aveva vissuto, che lo scrittore cominciò a stendere i primi abbozzi del romanzo La cognizione del dolore, pubblicato successivamente tra il 1938 e il 1941 sulla rivista Letteratura.

### L'abbandono della professione e l'attività letteraria
Nel 1940 lo scrittore, abbandonata ormai definitivamente la professione di ingegnere, si trasferì a Firenze, dove visse fino al 1950. Nel 1944 pubblicò L'Adalgisa, una raccolta di racconti di ambiente milanese, un quadro storico-satirico della borghesia milanese nel primo trentennio del Novecento, affiancato da note che danno un rimando saggistico all'opera: al suo interno, "raccontando i Perego, i Maldifassi, i Lattuada, i Corbetta, i Rusconi, i Ghiringhelli, e in primo luogo le loro donne", queste erano descritte come "le vere custodi e interpreti dei sentimenti e delle istituzioni della tribù".
Il soprannome Il gran Lombardo, attribuitogli dal primo biografo, è un riferimento al verso 70-3 del Paradiso, canto XVII, che predice a Dante la protezione che avrebbe ricevuto da Bartolomeo I della Scala di Verona durante il suo esilio da Firenze: "Lo primo tuo refugio e 'l primo ostello / sarà la cortesia del gran Lombardo/ che 'n su la scala porta il santo uccello". 
Il Gran Lombardo è anche un personaggio incontrato dal protagonista Silvestro nella prima parte del romanzo Conversazione in Sicilia di Elio Vittorini (1941).

### Il lavoro in Rai e la produzione letteraria matura
Nel 1950 Gadda si trasferì a Roma dove lavorò presso la Rai per i servizi di cultura del Terzo programma fino al 1955. Sarà di questi anni la produzione letteraria più matura dello scrittore che lo imporrà come una delle grandi personalità letterarie del Novecento. Nel 1952 pubblicò Il primo libro delle favole e nel 1953 Novelle del ducato in fiamme, un'ironica rappresentazione dell'ultimo periodo del fascismo, con il quale ottenne nel 1953 il premio Viareggio.
Nel 1957 venne pubblicato Quer pasticciaccio brutto de via Merulana, uno sperimentale romanzo giallo ambientato nei primi anni del fascismo, che era già apparso in una prima versione nel 1946-47 sulla rivista Letteratura. Da quest'opera nel 1959 fu tratto il film Un maledetto imbroglio del regista Pietro Germi.
Nel 1963 venne dato alle stampe La cognizione del dolore. L'opera, già apparsa in parte tra il 1938 e il 1941 sempre su Letteratura, ottenne il Prix International de la Littérature e uscì successivamente ai saggi e alle note autobiografiche raccolte nel 1958 con il titolo I viaggi la morte. Sempre nel 1963 uscirono Le meraviglie d'Italia nella loro stesura definitiva, con modifiche sostanziali rispetto alla pubblicazione del 1938. Il Gadda di questa fase matura è quello maggiormente ricordato come rappresentante della Linea Lombarda.

### Gli ultimi anni

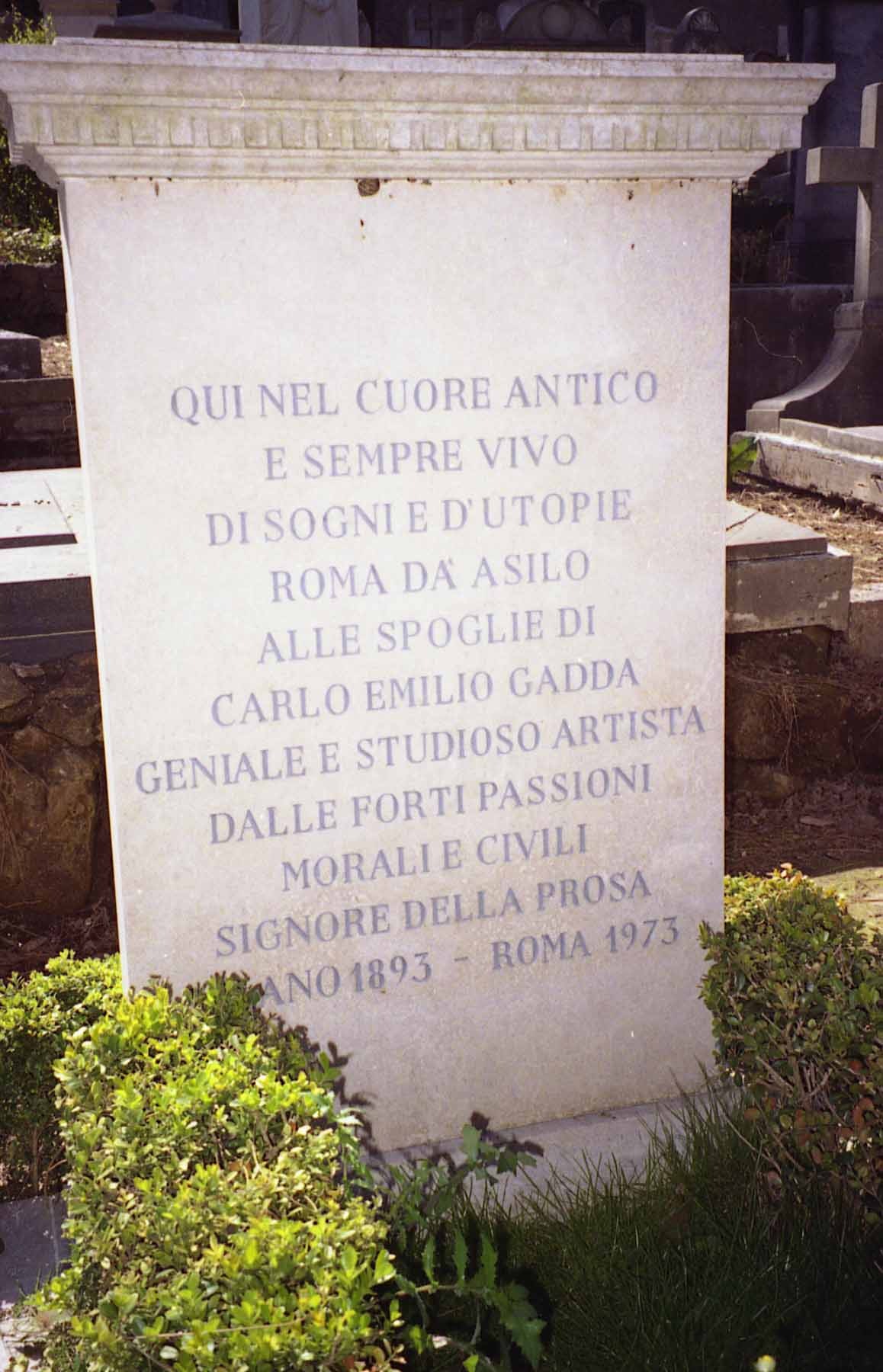
La tomba di Carlo Emilio Gadda nel cimitero acattolico di Roma

Tra le ultime opere, il romanzo-saggio del 1967 Eros e Priapo: da furore a cenere, un violento e grottesco pamphlet sui miti del ventennio fascista che dimostra ancora una volta il rapporto di sostanziale ostilità di Gadda col fascismo; proprio Eros e Priapo è un divertente benché amarissimo scritto contro il regime e Benito Mussolini: in tempi più recenti, il libro è stato riletto come una riflessione sui «torbidi moventi» derivati da impulsi latenti sublimati, dato accentuato dal suo orientamento sessuale.
Al riguardo Sergio Luzzatto ricordò che comunque Gadda era stato iscritto al Partito Fascista fin dal 1921 e, a suo parere, le sue invettive sarebbero il frutto di un innamoramento deluso. Bisogna altresì ricordare che l'originale inedito di Eros e Priapo risale al 1945, pur non essendo stato pubblicato prima del 1967 (comunque fortemente rimaneggiato) anche per una notevole censura praticata dalle case editrici cui fu proposto.
Vennero poi pubblicati il primo romanzo di Gadda, La meccanica, nel 1970, e altri scritti inediti che risalgono ai suoi primi anni di attività letteraria, come Novella seconda del 1971.
Gadda morì il 21 maggio 1973 a Roma. È sepolto nel cimitero acattolico di Roma. Dopo la sua morte vennero pubblicati Meditazione milanese (1974) e Racconto italiano di ignoto del novecento (1983).

## Analisi
Nella quinta delle Lezioni americane Italo Calvino analizza l'opera di Gadda come esempio moderno di «romanzo contemporaneo come enciclopedia» (p. 103); secondo Calvino, Gadda «cercò per tutta la vita di rappresentare il mondo come un garbuglio, o groviglio, o gomitolo, di rappresentarlo senza attenuarne affatto l'inestricabile complessità, o per meglio dire la presenza simultanea degli elementi più eterogenei che concorrono a determinare ogni evento» (pp. 103-4). Il critico letterario Guido Almansi ha sostenuto che questa definizione potrebbe applicarsi tanto a Gadda quanto a Thomas Pynchon.
Alberto Arbasino ha analizzato la scrittura del Gadda nel saggio Genius Loci (1977):
(Alberto Arbasino, Genius Loci)

## Opere
(I viaggi, la morte, 1958)

### Raccolte
- Opere, 5 voll., direzione a cura di Dante Isella, Collana I Libri della Spiga, Garzanti, Milano, 1988-1993
  - I. Romanzi e racconti I, 1988, ISBN 88-11-58640-2
  - II. Romanzi e racconti II, 1989, ISBN 88-11-58641-0
  - III. Saggi, giornali, favole e altri scritti I, 1991, ISBN 88-11-58642-9
  - IV. Saggi, giornali, favole a altri scritti II, 1992, ISBN 88-11-58643-7
  - V. I. Scritti vari e postumi, 1993, ISBN 88-11-58644-5
  - V. II. Bibliografia e Indici, 1993, ISBN 88-11-58644-5.
- Romanzi (contiene: L'Adalgisa, La cognizione del dolore, Quer pasticciaccio brutto de via Merulana), a cura di Giorgio Bàrberi Squarotti, Collana Classici italiani n. 97, UTET, 1997,  p. 832, ISBN 978-88-02-05210-6.

### Romanzi, racconti, saggi
- La Madonna dei filosofi. Racconti, Edizioni di Solaria, Firenze, 1931; Einaudi, Torino, 1963; Garzanti, Milano, 1989.
- Il castello di Udine, Edizioni di Solaria, Firenze, 1934; Einaudi, Torino, 1961; Garzanti, Milano, 1989; Milano, Adelphi, 2024.
- Le meraviglie d'Italia, Parenti, Firenze, 1939; Einaudi, Torino, 1964; Garzanti, Milano, 1993.
- Gli anni, Collezione di Letteratura, Parenti, Firenze, 1943; Einaudi, Torino, 1964; Garzanti, Milano, 1993.
- L'Adalgisa. Disegni milanesi, Le Monnier, Firenze, 1944; Einaudi, Torino, 1960; Nota di Gianfranco Contini, Einaudi, 1963; Nota al testo di Guido Lucchini, Garzanti, Milano, 1985; a cura di Claudio Vela, Adelphi, Milano, 2012.
- Il primo libro delle favole, Neri Pozza, Venezia, 1952; Il Saggiatore, Milano, 1969; Garzanti, Milano, 1976; Mondadori, Milano, 1990.
- Novelle dal Ducato in fiamme, Vallecchi, Firenze, 1953; UTET, Torino, 2006.
- Norme per la redazione di un testo radiofonico, Roma, Edizioni Radio Italiana, 1953. - a cura di Mariarosa Bricchi, Milano, Adelphi, 2018, ISBN 978-88-459-3300-4.
- I sogni e la folgore, Einaudi, Torino, 1955. [contiene: La Madonna dei filosofi, Il castello di Udine e L'Adalgisa]
- Giornale di guerra e di prigionia, a cura di Alessandro Bonsanti, Sansoni, Firenze, 1955; con anteposto "Il giornale di campagna", Einaudi, Torino, 1965; Garzanti, Milano, 1999; Nuova edizione con taccuini inediti ritrovati, a cura di Paola Italia, Nota di Eleonora Cardinale, Collana Biblioteca n.741, Milano, Adelphi, 2023, ISBN 978-88-459-3731-6.
- Quer pasticciaccio brutto de via Merulana, Garzanti, Milano, 1957; nuova ed., Milano, Adelphi, 2018, ISBN 978-88-459-3306-6.
- I viaggi, la morte, Garzanti, Milano, 1958.
- Verso la Certosa, Ricciardi, Milano-Napoli, 1961; a cura di Liliana Orlando, Adelphi, Milano, 2013.
- La cognizione del dolore, Torino, Einaudi, 1963; Garzanti, Milano, 1994; nuova ed. riveduta filologicamente, a cura di Paola Italia, Giorgio Pinotti e Claudio Vela, Milano, Adelphi, 2017.
- Accoppiamenti giudiziosi. I racconti. 1924-1958, Garzanti, Milano, 1963; nuova ed. a cura di Paola Italia e Giorgio Pinotti, Milano, Adelphi, 2011; ed. riveduta, Collana gli Adelphi, 2015.
- I Luigi di Francia, Garzanti, Milano, 1964, 1992; a cura di Martina Bertoldi, Collana Piccola Biblioteca, Milano, Adelphi, 2021, ISBN 978-88-459-3612-8.
- I racconti, Milano, Garzanti, 1965.
- Eros e Priapo (da furore a cenere), Garzanti, Milano, 1967; nuova ed. condotta sull'autografo redatto nel 1944, a cura di Paola Italia e Giorgio Pinotti, Milano, Adelphi, 2016.
- Il Guerriero, l'Amazzone, lo Spirito della poesia nel verso immortale del Foscolo. Conversazione a tre voci, Garzanti, Milano, 1967; a cura di Claudio Vela, Adelphi, Milano, 2015.
- La meccanica, Garzanti, Milano, 1970. [ma 1928-29] Premio Selezione Campiello[17]
- Novella seconda, Garzanti, Milano, 1971.
- Meditazione milanese, a cura di Gian Carlo Roscioni, Collana Letteratura n.34, Torino, Einaudi, 1974; Garzanti, Milano, 2002. [quaderni filosofici del 1928]
- Le bizze del capitano in congedo e altri racconti, a cura di Dante Isella, Milano, Adelphi, 1981; All'insegna del pesce d'oro, Milano, 1981.
- Il tempo e le opere. Saggi, note, divagazioni, a cura di Dante Isella, Adelphi, Milano, 1982.
- Un radiodramma per modo di dire e scritti sullo spettacolo, a cura di Claudio Vela, Il Saggiatore, Milano, 1982.
- Racconto italiano di Ignoto del Novecento (Cahier d'etudes), a cura di Dante Isella, Einaudi, Torino, 1983.
- Il palazzo degli ori, Einaudi, Torino, 1983.
- Gonnella buffone, Guanda, Milano, 1985.
- Azoto e altri scritti di divulgazione scientifica, a cura di Vanni Scheiwiller e A. Silvestri, Libri Scheiwiller, Milano, 1986.
- I miti del somaro, a cura di Alba Andreini, Libri Scheiwiller, Milano, 1988.
- Taccuino di Caporetto. Diario di guerra e di prigionia (ottobre 1917-aprile 1918), Garzanti, Milano, 1991, ISBN 88-11-66114-5.
- Gadda al microfono. L'ingegnere e la Rai 1950-1955, a cura di G. Ungarelli, Nuova ERI, Torino, 1993, ISBN 88-397-0793-X.
- Disegni milanesi, a cura di Dante Isella, Paola Italia e Giorgio Pinotti, Can bianco, Pistoia, 1995. [Contiene: San Giorgio in casa Brocchi, L'incendio di via Keplero, Un fulmine sul 220]
- Racconti dispersi, Milano, Garzanti, 1996. [edizione fuori commercio]
- Un fulmine sul 220, a cura di D. Isella, Garzanti, Milano, 2000.
- I Littoriali del Lavoro e altri scritti giornalistici 1932-1941, a cura di Manuela Bertone, ETS, Pisa, 2005.
- Villa in Brianza, a cura di G. Pinotti, Adelphi, Milano, 2007.
- Divagazioni e garbuglio. Saggi dispersi, A cura di Liliana Orlando, Collana Biblioteca n.698, Milano, Adelphi, 2019, ISBN 978-88-459-3403-2. [scritti fra il 1927 e il 1968]
- La casa dei ricchi, a cura di G. Pinotti, Collana Microgrammi, Milano, Adelphi, 2021, ISBN 978-88-459-3543-5.
- Assalto con mine alla montagna, Bursto Arsizio, De Piante, 2023, ISBN 979-12-803-6245-2.

### Altri testi
- Le carte militari di Gadda, a cura di Giulio Ungarelli, Collana Prosa n.51, Milano, Scheiwiller, 1994, ISBN 978-88-764-4195-0.
- I quaderni dell'Ingegnere. Testi e studi gaddiani, Vol. I, Ricciardi, Milano-Napoli, 2001, ISBN 88-7817-556-0.
- I quaderni dell'Ingegnere. Testi e studi gaddiani, Vol. II, Ricciardi, Milano-Napoli, 2003, ISBN 978-88-781-7909-7.
- I quaderni dell'Ingegnere. Testi e studi gaddiani, Vol. III, Einaudi, Torino, 2006, ISBN 978-88-061-8221-2.
- I quaderni dell'Ingegnere. Testi e studi gaddiani, Vol. IV, Einaudi, Torino, 2007, ISBN 978-88-061-8933-4.
- I quaderni dell'Ingegnere. Testi e studi gaddiani, Vol. I. nuova serie, Fondazione Pietro Bembo/Ugo Guanda Editore, Milano, 2010, ISBN 978-88-608-8126-7.
- I quaderni dell'Ingegnere. Testi e studi gaddiani, Vol. II. nuova serie, Fondazione Pietro Bembo/Ugo Guanda Editore, Milano, 2011, ISBN 978-88-608-8528-9.
- I quaderni dell'Ingegnere. Testi e studi gaddiani, Vol. III. nuova serie, Fondazione Pietro Bembo/Ugo Guanda Editore, Milano, 2012, ISBN 978-88-608-8960-7.
- I quaderni dell'Ingegnere. Testi e studi gaddiani, Vol. IV. nuova serie, Fondazione Pietro Bembo/Ugo Guanda Editore, Milano, 2013, ISBN 978-88-235-0481-3.
- I quaderni dell'Ingegnere. Testi e studi gaddiani, Vol. V. nuova serie, Fondazione Pietro Bembo/Ugo Guanda Editore, Milano, 2014, ISBN 978-88-235-1038-8.

### Poesie
- Carlo Emilio Gadda, Poesie, edizione critica e commento a cura di Maria Antonietta Terzoli, Collezione di poesia n.240, Torino, Einaudi, 1993, ISBN 978-88-061-3384-9.

### Epistolari
- Piero Gadda Conti, Le confessioni di Carlo Emilio Gadda[18], Milano, Pan editrice, 1974.
- Carteggio dell'Ing. Carlo Emilio Gadda con l'Ammonia Casale, s.a., 1927-1940, a cura di Dante Isella, Verona, Stamperia Valdonega, 1982.
- Lettere a una gentile signora, corrispondenza con Lucia Rodocanachi, a cura di Giuseppe Marcenaro, con un saggio di Giuseppe Pontiggia, Milano, Adelphi, 1983, ISBN 978-88-459-0555-1.
- Lettere agli amici milanesi, a cura di E. Sassi, Milano, Il Saggiatore, 1983.
- L'Ingegner fantasia. Lettere a Ugo Betti 1919-1930. Un capitolo inesplorato della vita dell'autore del "Pasticciaccio", a cura di Giulio Ungarelli, Milano, Rizzoli, 1984.
- A un amico fraterno. Lettere a Bonaventura Tecchi, a cura di Marcello Carlino, Milano, Garzanti, 1984.
- Lettere alla sorella. 1920-1924, a cura di Gianfranco Colombo, Milano, Archinto, 1987.
- Carissimo Gianfranco. Lettere ritrovate, 1943-63, a cura di Giulio Ungarelli, Milano, Archinto, 1998.
- Lettere a Piero [Bigongiari], a cura di Simona Priami, Firenze, Polistampa, 1999, ISBN 978-88-830-4049-8.
- Cara Anita, Caro Emilio, a cura di Federico Roncoroni, Roma, Benincasa, 2002, ISBN 978-88-864-1810-2.
- 8 lettere di Carlo Emilio Gadda a Leone Piccioni, a cura di Silvia Zoppi Garampi, Erreciedizioni, 2007, ISBN 978-88-899-7013-3.
- C.E. Gadda-Gianfranco Contini, Carteggio 1934-1963. Con 62 lettere inedite, a cura di Dante Isella, G. Contini, Giulio Ungarelli, Milano, Garzanti, 2009  [1988].
- Un gomitolo di concause. Lettere a Pietro Citati (1957-1969), a cura di Giorgio Pinotti, Milano, Adelphi, 2013, ISBN 978-88-459-2811-6.
- C.E. Gadda-Goffredo Parise, «Se mi vede Cecchi, sono fritto». Corrispondenza e scritti 1962-1973, a cura di Domenico Scarpa, Milano, Adelphi, 2015, ISBN 978-88-459-2990-8.
- Gadda in "zona Guarnieri": cinque lettere di Carlo Emilio Gadda a Silvio Guarnieri (1934-1939), a cura di Maria Antonietta Grignani e Anna Modena, Novara, Interlinea, 2015.
- Dediche e lettere tra Carlo Emilio Gadda e Cesare Angelini, a cura di Fabio Maggi, in “Margini. Giornale della dedica ed altro”, n. 9, Università di Basilea, 2015, pp. 3-20.
- La guerra di Gadda. Lettere e immagini (1915-1919), A cura di Giulia Fanfani, Arnaldo Liberati, Alessia Vezzoni, cronologia di Francesco Cutolo, La collana dei casi n.138, Milano, Adelphi, 2021, ISBN 978-88-459-3479-7.
- C. E. Gadda - Alessandro Bonsanti, «Sono il pero e la zucca di me stesso». Carteggio 1930-1970, a cura di Roberta Colbertaldo, Collana Gabinetto scient. lett. Vieusseux, Firenze, Olschki, 2021, ISBN 978-88-222-6719-1.
- C. E. Gadda - Leone Piccioni, «Col nuovo sole ti disturberò». Scritti, lettere, detti memorabili, A cura di Silvia Zoppi Garampi, Prefazione di Emanuele Trevi, Roma, Succedeoggi Libri, 2022, ISBN 978-88-994-6713-5.

### Mélanges
- «Per favore, mi lasci nell'ombra». Interviste 1950-1972, a cura di Claudio Vela, Milano, Adelphi, 1993.
- Gadda. La vita e le opere in un volume di Mauro Bersani. Le immagini e la voce dello scrittore in una videocassetta di Rai Educational, Torino, Einaudi, 2003.
- Federico Roncoroni, "E sapremo chi fu l'autore del delitto?" Piero Chiara intervista Carlo Emilio Gadda, Mauro Pagliai Editore, 2013, ISBN 978-88-5640-282-7. [intervista del 1957 per la Radio della Svizzera Italiana].

### Traduzioni
- Francisco de Quevedo, Il mondo com'è (El mundo por de dentro), in Narratori spagnoli. Raccolta di romanzi e racconti dalle origini ai nostri giorni, a cura di Carlo Bo, Bompiani, 1941.
- Alonso J. de Salas Barbadillo, Il viaggio di saggezza (La Peregrinación sabia), in Narratori spagnoli, Bompiani, 1941.
- Juan Ruiz de Alarcón, La verità sospetta (La verdad sospechosa), 1957.
- La verità sospetta. Tre traduzioni, a cura di Manuela Benuzzi Billeter, Milano, Bompiani, 1977. [edizione in volume unico].

## Riconoscimenti
- 1962 - "Premio Feltrinelli per la Letteratura", conferito dall'Accademia Nazionale dei Lincei[19].